# Serie 851 a 872 de CP
La Serie 851 a 872, igualmente conocida como Serie 850, corresponde a un tipo de locomotora de tracción a vapor, utilizada por la Compañía de los Caminhos de Ferro Portugueses entre 1945 y 1969.

## Historia

### Antecedentes
Durante la Segunda Guerra Mundial, se observó una fuerte escasez de combustibles líquidos y sólidos, como el carbón, por lo que la Compañía de los Caminhos de Ferro Portugueses tuvo dificultades para abastecer su flota de locomotoras a vapor. Para intentar resolver este problema, la Compañía experimentó, en 1941, la utilización de fueloil en sus locomotoras, con excelentes resultados; no obstante, este proyecto no salió adelante, debido a las dificultades para importar este combustible. Así, la Compañía comenzó a utilizar carbones nacionales y leños, pero su reducida capacidad como combustible provocaba problemas en las marchas, y graves daños ambientales, debido a la deforestación masiva junto a las estaciones. Por otro lado, la ya avanzada edad del parque motor también estaba causando problemas en la tracción de los convoyes de mercancías y pasajeros, con casi la mitad de las locomotoras de vía ancha con 50 o más años.
Así, la Compañía inició un programa de sustitución del material circulante, para sustituir las locomotoras más inadecuadas para sus necesidades, fabricar algunas en territorio nacional, utilizando obras sobresalientes, e importar locomotoras del "patrón de guerra", consideradas las más útiles a los tipos de tráfico habituales en Portugal. Por otro lado, el Ministerio de Economía también garantizó el abastecimiento de fueloil a la Compañía, por lo que esta pudo contar con más locomotoras de este tipo.

### Adquisición, ensamblaje, y entrada en servicio

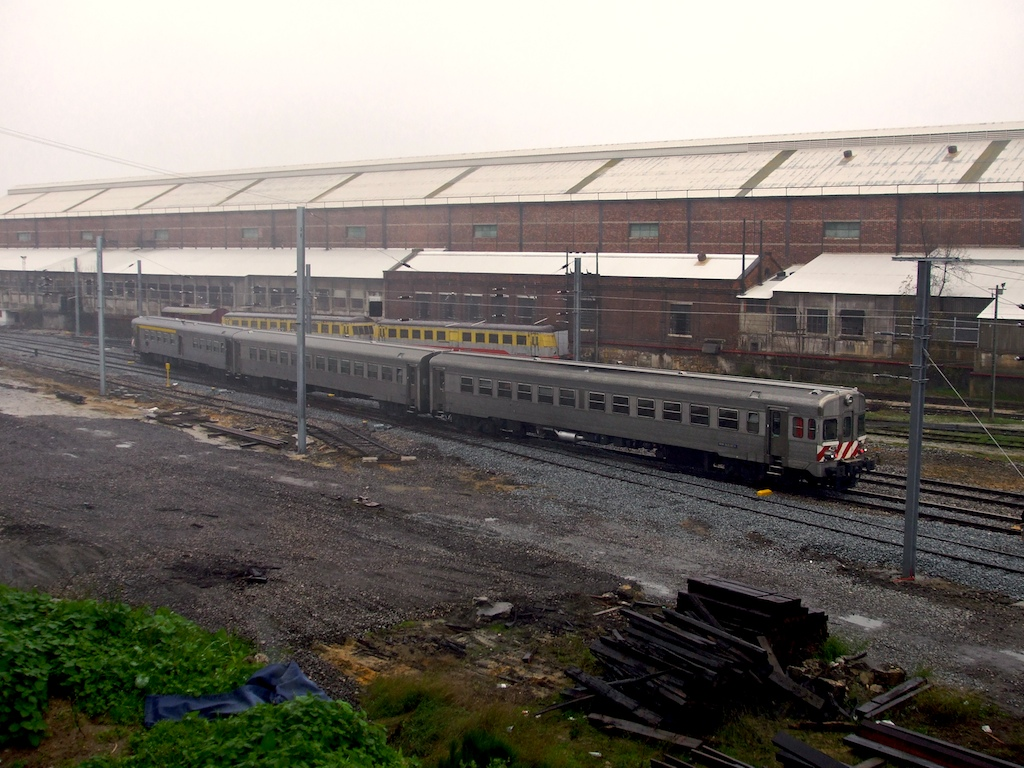
Oficinas de Barreiro.

La CP inició varias negociaciones con importadores extranjeros, que culminaron, en 1944, con el pedido de 22 locomotoras a la firma American Locomotive Company, iguales a las que estaban siendo utilizadas en gran número en la India Británica, que empleaba un ancho semejante al ibérico. Dos locomotoras de este tipo ya habían sido adquiridas por la Compañía de los Caminhos de Ferro Portugueses de Beira Alta. Habiéndose diseñado según los patrones de guerra, siendo muy fiables y fáciles de conducir, pero simples y rápidas de construir, debido al uso de procesos que aceleraban su fabricación, como la utilización de estructuras comunes a otras locomotoras, y que necesitaban de mano de obra menos intensiva. La Compañía procuró, con esta compra, mejorar sus servicios, especialmente los ómnibus, correos y mercancías. Fueron las primeras locomotoras americanas en Portugal, y las únicas a vapor.
Estas locomotoras fueron fabricadas en 1944 por ALCO, habiendo llegado a Lisboa desmontadas, entre junio y agosto de 1945; las primeras 14 unidades fueron transportadas en los navíos Inhambane, São Tomé, y Gaza. Las locomotoras restantes fueron transportadas en otros navíos, incluyendo el Amarante. Debido a su urgente necesidad, fueron construidas muy rápidamente, en las oficinas de Santa Apolónia y de Barreiro, bajo la orientación de los ingenieros Pedro de Brion, Magalhães Viana, y Valentim Bravo; cuando el ingeniero americano Mac Shelley, de la firma constructora, vino a Lisboa a supervisar el ensamblaje de las locomotoras, vio que una ya había sido concluida y estaba lista para funcionar. Esta unidad, que recibió el número 852, realizó su inauguración oficial el 30 de junio de 1945, entre Lisboa y Vila Franca de Xira.
El primer comboi remolcado por una de estas locomotoras fue una composición de mercancías, con 1200 toneladas, entre las Estaciones de Santa Apolónia y de Entroncamento, el 2 de julio de 1945, habiendo llegado a los 95 km/h. En sus primeros viajes, estuvieron a bordo de la locomotora varios representantes de CP, el Ministro de las Obras Públicas, Augusto Cancela de Abreu, el Ministro de Marina, Américo Tomás, el subsecretario de estado de comunicaciones, Roberto de Espregueira Mendes, y el director general de los ferrocarriles, Rogério Vasco de Carvalho. Tras recorrer una pequeña distancia, terminó la visita, y el comboi siguió hasta Entroncamento.

### Vida útil, fin de los servicios, y restauración

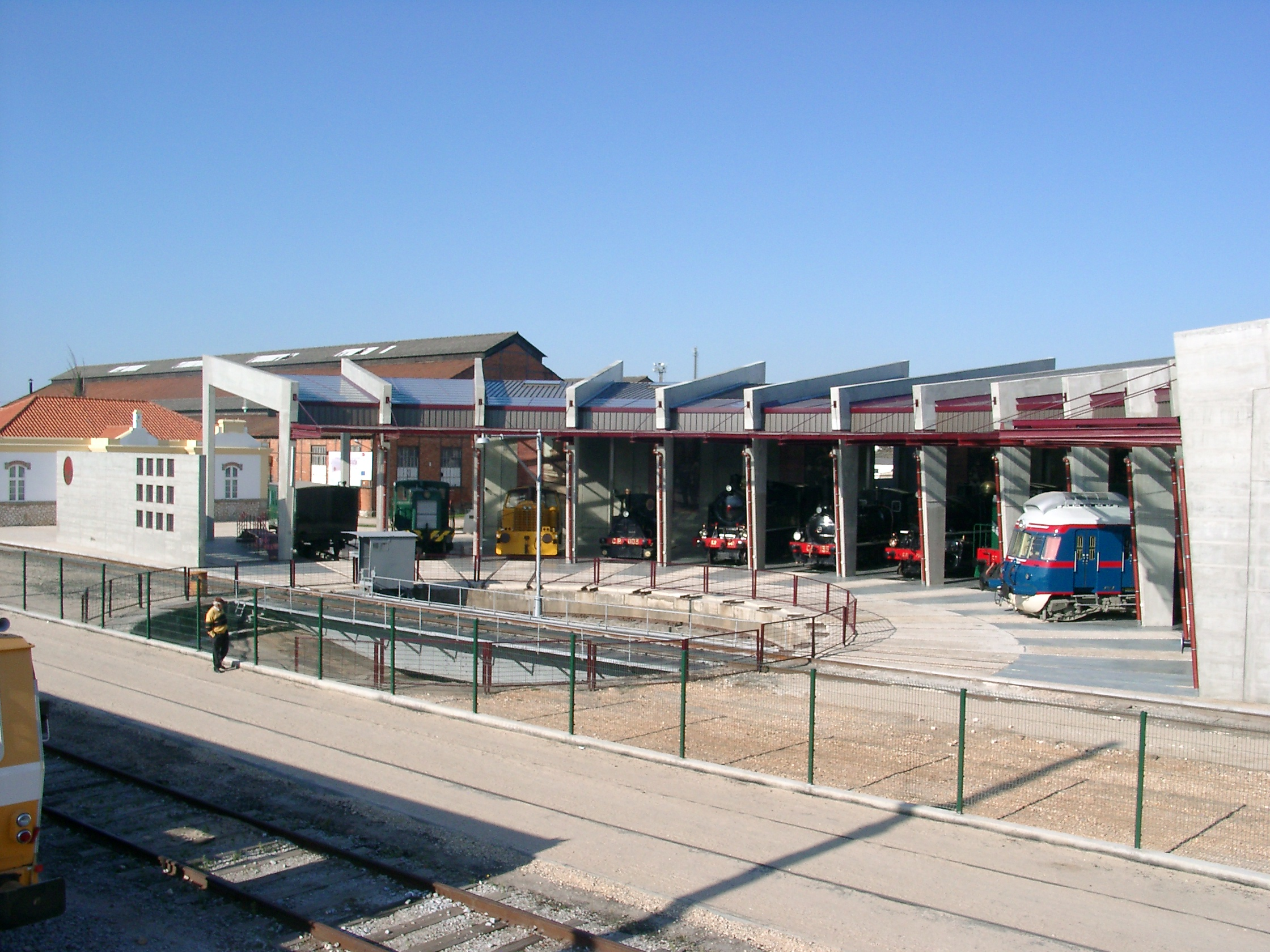
Museo Nacional Ferroviario, en Entroncamento.

Probablemente, estas locomotoras solo realizaron servicios en las líneas al Sur del Río Duero, siendo muy utilizadas, debido a su potencia, en las composiciones más pesadas, como en los convoyes mineros originarios de Aljustrel, llegando a veces a remolcar más de 80 vagones.
A pesar de su fiabilidad, sufrieron varios accidentes graves, como tres explosiones, una en Albergaria y otra junto a Portela de Mouratos, en São Marcos da Serra, que acabó con la locomotora n.º 869, en octubre de 1965.
Con el fin de la tracción a vapor en la zona Centro, en 1968, fueron pasadas al Sur de Portugal; no obstante, al año siguiente, también fue extinguido el vapor en esta región, por lo que las locomotoras de esta serie fueron aparcadas, para ser desmanteladas. Solo la 855 sobrevivió, siendo preservada en el Museo Nacional Ferroviario, en Entroncamento, debido a su importancia como espécimen único, desde el punto de vista técnico, y a los servicios prestados.
En 1990, esta locomotora, que, después de más de 20 años de parada, se encontraba muy degradada, fue objetivo de un programa de tratamiento y reparación, para retomar su apariencia original. Los trabajos, que comenzaron en agosto, consistieron en una revisión, y en la limpieza y mejora de varios componentes, como la caja de fuego, los ejes, la caja de tabaco, el tender, el pabellón, las conjugaciones, todos los equipamientos de control y comando, el eje, y el cuerpo cilíndrico. Fue necesario, también, reponer una parte de la chapa de la parte interior de la caja de tabaco. Después de este proceso, la locomotora era apta para funcionar.

## Características
Esta Serie estaba constituida por 22 locomotoras, que funcionaban con fueloil, y que podían llegar a una velocidad máxima de 95 km/h. Presentaban un diseño distinto del habitual entre la tracción a vapor en Portugal, más elegante, típicamente americano.
Hicieron todo tipo de servicios, especialmente mercancías, pero, debido a su simplicidad de funcionamiento, también era frecuente su uso en convoyes de pasajeros.
Estas locomotoras tenían, al contrario que la mayoría de sus congéneres en Portugal, una caja de fuego interior en ángulo, que eran menos costosas que las de cobre. No obstante, también se revelaron más sensibles a la utilización de aguas no tratadas, aumentando la corrosión de las chapas y diminuyendo su resistencia mecánica; de esta forma, el rendimiento de las locomotoras era menor, y se reducía la vida útil de las calderas. Usaban el sistema de expansión simple.
Para intentar evitar estos problemas, fue aplicado, el 12 de  diciembre de 1949, en la locomotora 860, el Tratamento Interno Integral Armand, creado por el ingeniero francés Louis Armand, y que consistía en un dosificador en el tender de la locomotora, que mezclaba en el agua un agente químico denominado complejo. Este sistema obtuvo un gran éxito, habiendo permitido una reducción considerable de los trabajos de calderas en las oficinas.

## Ficha técnica

### Características generales
- Número de unidades construidas: 22[4]
- Año de entrada en servicio: 1945[1]
- Fin de servicio: 1969[2]
- Tipo de tracción: Vapor[1]
- Velocidad máxima: 95 km/h[5]
- Fabricantes: ALCO, oficinas de CP en Santa Apolónia y en Barreiro[1]

## Lista de material
- 855: Preservada en el Museo Nacional Ferroviario, en Entroncamento.[2]
- 869: Destruida en una explosión, en octubre de 1965.[2]